# Opponitz
Opponitz là một thị trấn ở huyện Amstetten trong bang Niederösterreich ở nước Áo. Đô thị này có diện tích 39,67 km², dân số năm 2001 là 1021 người.